# Eleutherococcus japonicus
Eleutherococcus japonicus là một loài thực vật có hoa trong Họ Cuồng cuồng. Loài này được (Franch. & Sav.) Nakai mô tả khoa học đầu tiên năm 1924.